# Version intégrale
 (novembre 2017).
Si vous disposez d'ouvrages ou d'articles de référence ou si vous connaissez des sites web de qualité traitant du thème abordé ici, merci de compléter l'article en donnant les références utiles à sa vérifiabilité et en les liant à la section « Notes et références ».
Albums de Garou
Gentleman cambrioleur
(2009) Rhythm and Blues
(2012)
Version intégrale est le sixième album studio de Garou, et son septième en tout. Il est sorti le 29 novembre 2010 avec le label Columbia Records. 
C'est un album de pop française qui contient 13 chansons. Il a écrit et composé la plupart de son album.
| N°  | Titre                            | Durée |
| --- | -------------------------------- | ----- |
| 1.  | J'avais besoin d'être là         | 3:57  |
| 2.  | Version intégrale                | 3:36  |
| 3.  | Je resterai le même              | 4:45  |
| 4.  | Si tu veux que je ne t'aime plus | 2:35  |
| 5.  | For You                          | 3:29  |
| 6.  | Salutations distinguées          | 4:45  |
| 7.  | Je l'aime encore                 | 4:19  |
| 8.  | Bonne espérance                  | 4:00  |
| 9.  | Mise à jour                      | 3:40  |
| 10. | Un nouveau monde                 | 3:53  |
| 11. | Passagers que nous sommes        | 3:16  |
| 12. | T'es là                          | 3:23  |
| 13. | La scène                         | 4:35  |
|     |                                  | 47:33 |